# Jan Gustafsson
Jan Gustafsson (Amburgo, 25 giugno 1979) è uno scacchista tedesco.
Grande Maestro dal 2003, è cofondatore del sito Chess24.com, per il quale analizza e commenta regolarmente partite di scacchi. 
Lo storico degli scacchi Edward Winter lo considera uno dei cinque migliori commentatori di scacchi su internet.

## Principali risultati
Nel 1994 ha vinto il campionato tedesco U15 e due anni dopo sia il  campionato tedesco U17 che il campionato tedesco a squadre U20. 
Dal 2004 al 2012 ha partecipato con la nazionale tedesca a quattro olimpiadi degli scacchi, realizzando complessivamente il 64,3% dei punti e ha fatto parte della squadra che ha vinto il campionato europeo a squadre del 2011.   
In aprile 2011 si è classificato 1°-3° con Nigel Short e Francisco Vallejo Pons nel Thailand Open  di Bangkok, vincendo il torneo per spareggio tecnico . In aprile 2019 ha vinto ancora questo torneo per spareggio tecnico su Deep Sengupta. 
Gustafsson è un esperto della teoria delle aperture ed è stato uno dei secondi di Magnus Carlsen nel match mondiale del 2016 contro Sergey Karjakin, in quello del 2018 contro Fabiano Caruana e in quello del 2021 contro Jan Nepomnjaščij.